# Prostaglandină

Prostaglandina E_{1} - alprostadil

Prostaglandinele (notate PG) reprezintă un grup de compuși lipidici activi fiziologic, derivați ai acizilor grași, care acționează în corpul animalelor asemănător hormonilor. Prostaglandinele sunt răspândite în aproape toate țesuturile umane și ale altor animale.
Prostaglandinele sunt folosite terapeutic în gastroenterologie, în tratamentul ulcerului gastroduodenal și în ginecologie și obstetrică pentru provocarea avortului terapeutic (întreruperea sarcinii).